# 長宗我部親吉
長宗我部 親吉（ちょうそかべ ちかよし）は、戦国時代から安土桃山時代にかけての武将。長宗我部氏の家臣。

## 生涯
長宗我部元親に仕え、諸軍記で元親の四国平定戦でしばしばその名が見られる。元親の叔父とされるが、その詳しい系譜は不明。
天正13年（1585年）、豊臣秀吉による四国征伐の際は阿波脇城を守備し、豊臣秀次・黒田孝高率いる大軍に攻められた。すぐ近くの岩倉城が先に降伏したため、それに倣って親吉の脇城も降伏した。ただし本軍である長宗我部元親の降伏が確定するまでの間、包囲は続けられた。
開城後、親吉は土佐へと帰還の途に就いたが、途中の貞光川の栂橋にて、先だって長宗我部氏に領土を奪われ逼塞していた土豪の小野寺吉家一党に襲撃され、殺害された。小野寺氏を扇動したのは豊臣方の蜂須賀家政であるともされている。戦後、蜂須賀氏に阿波一国が与えられ（四国国分）、小野寺氏は蜂須賀氏に登用された。